# Dermatophytose de la peau glabre
 Mise en garde médicale
La dermatophytose de la peau glabre, ou herpès circiné, aussi appelé « roue de Sainte-Catherine », est une infection de la peau glabre, dépourvue de cheveux, provoquée par des champignons appelés dermatophytes. Malgré son nom, l'herpès circiné n'a rien de commun avec une infection par le virus de l'herpès (Herpes simplex virus).
C'est la plus fréquente des épidermophyties, chez l'adulte et l'enfant.
Il se manifeste par une tache arrondie, rouge et squameuse, qui s'étend progressivement, la zone centrale devenant plus claire et cicatricielle, la périphérie étant rouge, squameuse ou vésiculaire. Unique ou multiples, il existe des formes cliniques trompeuses.

## Causes
La dermatophytose de la peau glabre est une mycose due à des champignons dermatophytes d'origine animale ou humaine. Les lésions cliniques apparaissent 1 à 3 semaines après le contact contaminant. La contamination se fait par contact direct entre la peau et le contaminant.
Les champignons les plus fréquemment identifiés sont :
- Microsporum canis : dermatophyte zoophile, transmis par des animaux (chats, chiens, rongeurs, chevaux, canards, …), touchant particulièrement les enfants ;
- Trichophyton rubrum : dermatophyte anthropophile, contamination inter-humaine ;
- Trichophyton mentagrophytes : dermatophyte géophile, contamination dite tellurique, par contact de la peau avec un sol infecté.

## Diagnostic

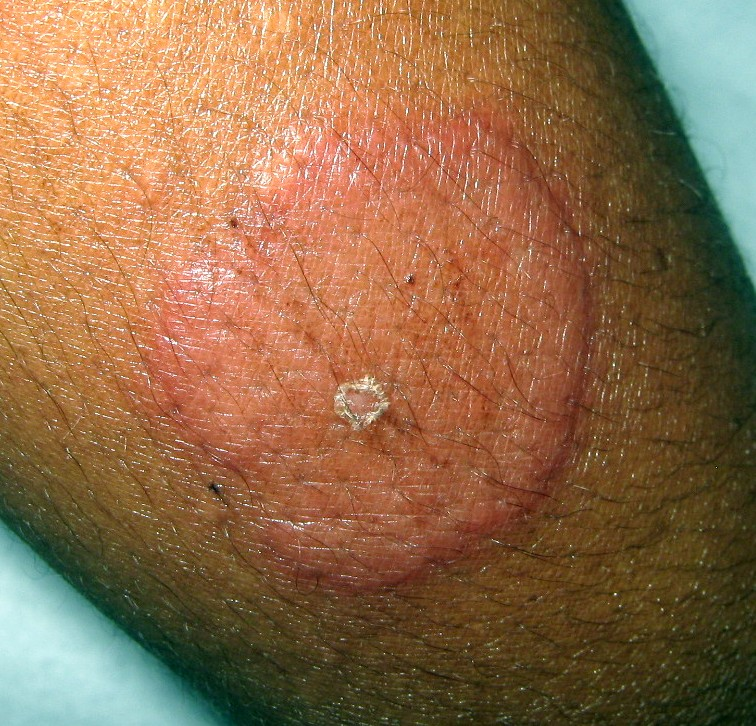
« Roue de Sainte-Catherine », lésion en cocarde, avec guérison centrale et extension centrifuge avec une bordure active inflammatoire.

Le diagnostic est généralement clinique et ne nécessite pas d'examen complémentaire.
L'herpès circiné se présente comme une ou plusieurs plaques érythémato-squameuses arrondies ou annulaires, à bords nets, s'étendant progressivement de façon excentrique, réalisant une lésion en cocarde, avec guérison centrale et extension centrifuge avec une bordure active inflammatoire.
Cette lésion est habituellement pas ou peu prurigineuse, et ne s'accompagne pas de signes généraux.
Un intertrigo interdigital des pieds (pied d'athlète), ou un intertrigo inguinal (eczéma marginé de Hebra), est parfois retrouvé et doit être traité dans le même temps.
Un examen à la lumière de Wood (lampe à ultraviolets) permet d'identifier certaines espèces de champignons.
Rarement, une confirmation microbiologique peut être utile, en cas de doute ou d'échec thérapeutique. Un prélèvement est alors réalisé en bordure des lésions. L'examen direct décèle la présence de nombreux filaments mycéliens. La mise en culture permet d'identifier formellement l'espèce en cause.

## Diagnostic différentiel
Les lésions annulaires de l'herpès circiné peuvent être confondues avec différentes affections dermatologiques :
- une lésion unique peut être confondue avec la lésion initiale d'un pityriasis rosé de Gibert. L'apparition de nombreuses lésions diffuses succédant cette lésion initiale redresse le diagnostic ;
- eczéma nummulaire ;
- granulome annulaire ;
- candidose ;
- érythème annulaire centrifuge ;
- psoriasis ;
- lupus érythémateux ;
- érythème polymorphe.

## Traitement
En cas de lésions peu nombreuses, le traitement est local et repose sur des crèmes antifongiques (imidazolés, ciclopirox olamine, terbinafine) pendant deux à quatre semaines. Les crèmes doivent être appliquées quotidiennement, une à deux fois par jour, en dépassant de quelques centimètres les limites de la lésion.
En cas de démangeaisons importantes, une crème corticoïde peut être associée en début de traitement. L'application de dermocorticoïdes seuls est contre-indiquée, car elle peut entrainer une aggravation importante de l'infection.
En cas d'atteinte multiple et réfractaire, en cas d'atteinte du pli fessier, en cas d'application préalable de dermocorticoïdes, un traitement par voie orale peut être nécessaire, par antifongique per os tel que griséofulvine ou la terbinafine. La kétoconazole par voie orale n'a plus l'AMM pour cette indication en France.

## Sources